# Agesarc de Tritea
Agesarc de Tritea (en grec antic Αγήσαρχος) va ser un atleta nascut a Tritea, a la regió d'Acaia. Era fill d'Hermòstrat.
És conegut per haver guanyat en el pugilat als Jocs Olímpics, al Jocs Nemeus, als Jocs Pítics i als Jocs Ístmics, segons un dístic elegíac que va veure Pausànias. Els quatre Jocs formaven els Jocs panhel·lènics. Aquestes victòries es poden datar cap a la 165a Olimpíada, és a dir, sobre l'any 120 aC. En el seu honor tenia una estàtua a Olímpia que havien fet Timocles i Timàrquides, dos germans fills de l'escultor Policles.